# Косогов, Иван Дмитриевич
Иван Дмитриевич Косогов (1891 — 1 августа 1938) — советский военный деятель, командир 4-го казачьего корпуса, комкор.

## Биография
Родился в августе 1891 года в деревне Черняково Дмитровского уезда Орловской губернии (ныне часть города Железногорска Курской области) в семье конторского служащего Дмитрия Филипповича Косогова и его жены Татьяны Никитичны. Русский, образование высшее, член ВКП(б).
В Гражданскую войну с 6 августа 1919 по 25 апреля 1920 года и с 1 мая 1920 по 25 октября 1921 года, более года — начальник штаба 4-й кавалерийской дивизии 1-й конной армии. Затем командир 4-го казачьего корпуса, заместитель инспектора кавалерии РККА.
Награждён орденом Красного Знамени (РСФСР).

## Репрессии
Арестован 26 апреля 1937. Осуждён 1 августа 1938 Военной коллегией Верховного суда СССР по обвинению в участии в военно-фашистском заговоре к высшей мере наказания (расстрелу). Расстрелян в тот же день, место расстрела: Московская область, Коммунарка. Реабилитация состоялась в апреле 1956 и была осуществлена ВКВС СССР.
Жена — Людмила Витальевна Косогова (1906 г.р.) в сентябре 1938 года была осуждена как член семьи изменника Родины к восьми годам лагерей.

## Адрес
Проживал в Армавире: улица Халтурина, дом 70.